# ユアン・マクレガー/荒野の誘惑
『ユアン・マクレガー/荒野の誘惑』（原題:Last Days in the Desert）は2015年に公開されたアメリカ合衆国のドラマ映画である。監督はロドリゴ・ガルシア、主演はユアン・マクレガーが務めた。
本作は日本国内で劇場公開されなかったが、WOWOWで放送されたことがある。

## 概略
ヨシュアは神を求めて砂漠を彷徨い続けていた。のどの渇きが限界に達したとき、ヨシュアの姿をしたサタンが現れ、彼に水を差しだしてきた。ヨシュアはサタンの誘惑をはねのけ、なおも砂漠を歩き続けたところ、ある一家に遭遇した。一家の一人息子は病に倒れた母親のために家を建てようと悪戦苦闘していた。その姿を見たヨシュアは家の建設を手伝うことにするが、サタンは彼に執拗なまでにつきまとうのだった。

## キャスト
- ヨシュア/サタン：ユアン・マクレガー
- 息子：タイ・シェリダン
- 父親：キアラン・ハインズ
- 母親：アイェレット・ゾラー

## 製作・音楽
2014年2月5日、ロドリゴ・ガルシア監督の新作映画にユアン・マクレガー、タイ・シェリダン、キアラン・ハインズ、アイェレット・ゾラーが出演することになったと報じられた。同月、本作の主要撮影が5週間かけて行われた。5月30日、ダニー・ベンジーとソーンダー・ジュリアーンズが本作で使用される楽曲を手掛けるとの報道があった。2016年5月13日、レイクショア・レコーズが本作のサウンドトラックを発売した。

## 公開・マーケティング
2014年12月11日、本作の劇中写真が初めて公開された。2015年1月25日、本作はサンダンス映画祭でプレミア上映された。9月8日、ブロード・グリーン・ピクチャーズが本作の全米配給権を獲得したと報じられた。2016年3月26日、本作のオフィシャル・トレイラーが公開された。

## 評価
本作は批評家から好意的に評価されている。映画批評集積サイトのRotten Tomatoesには72件のレビューがあり、批評家支持率は76%、平均点は10点満点で6.6点となっている。サイト側による批評家の見解の要約は「『ユアン・マクレガー/荒野の誘惑』にはストーリーが所々曖昧になっているという欠点がある。しかし、同作は十分な崇高さと霊的探求を観客に提供することで、その欠点を相殺している。」となっている。また、Metacriticには20件のレビューがあり、加重平均値は67/100となっている。